# Кащенизм

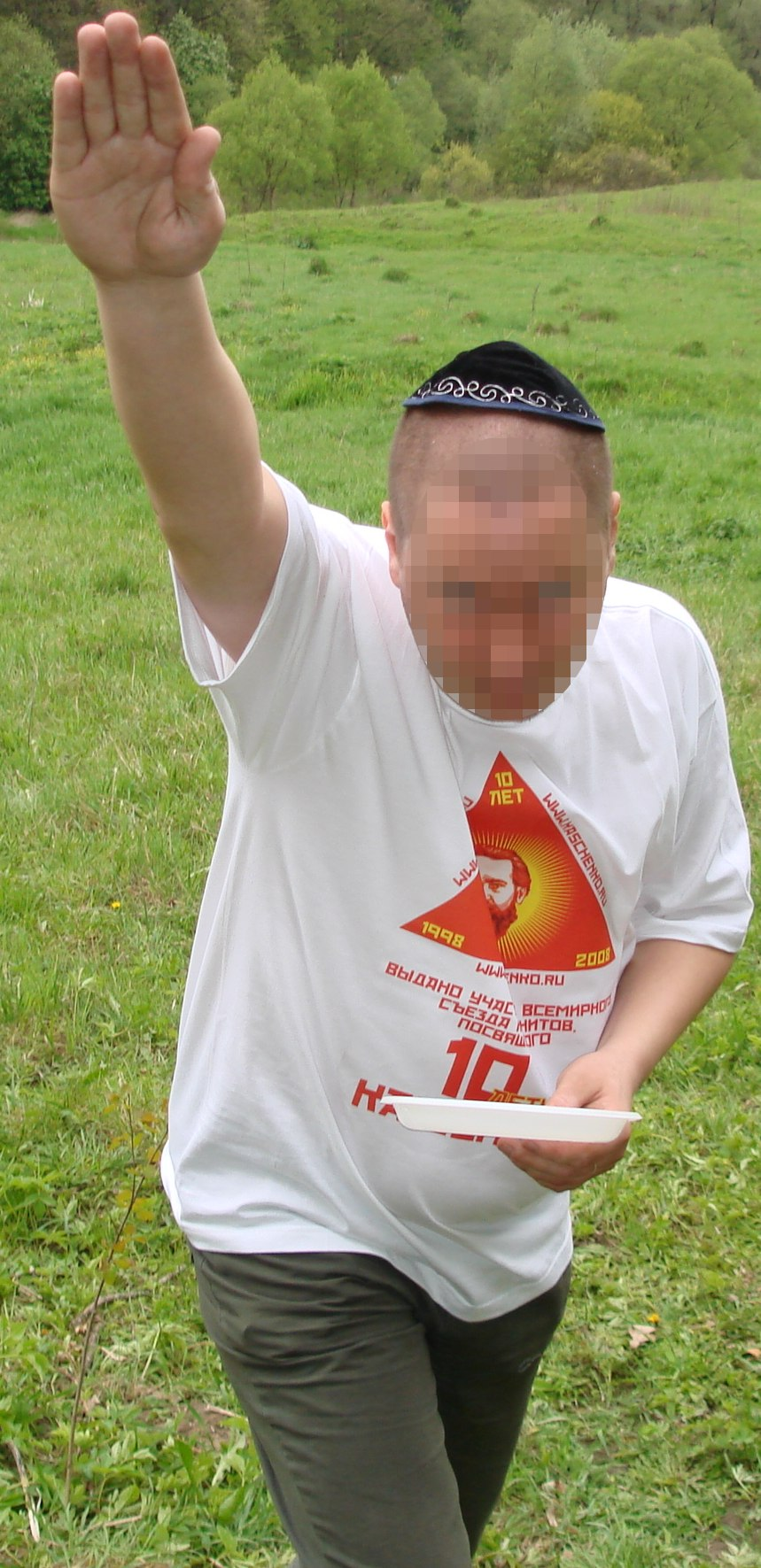
Кащенит на праздновании 10-летия кащенизма

Кащени́зм — стиль общения на форумах или в эхоконференциях, характеризующийся провокационными, главным образом просемитскими, антисемитскими, этно-националистическими, агрессивно-мещанскими или психиатрическими высказываниями и ситуационной насмешкой над собеседником.
Кащени́ты — группировка сетевых провокаторов (т. н. троллей), использующих кащенизм как стиль электронной переписки.
Оба слова происходят от эхоконференции фидо su.kaschenko.local, которая, в свою очередь, названа в честь Психиатрической больницы № 1 имени Н. А. Алексеева, до 1994 года носившей имя Петра Петровича Кащенко.

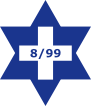
Одна из кащенитских эмблем (8/99 — кащенитское приветствие, пародирующее неонацистский лозунг 14/88)

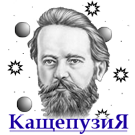
Логотип Кащепузии

## Аццкая Сотона
А́ццкая Сотона́ (эрратив от «Адский Сатана») — это виртуальная (то есть вымышленная) «пузи-блэк-метал»-группа, пародирующая штампы экстремального жанра блэк-метал, его сатанизм и ненависть к христианству. Идея «Аццкой Сотоны» родилась в среде кащенитов. Автором легенды об «АЦЦКОЙ СОТОНЕ», по-видимому, является Илья Прутов. Вскоре эта легенда распространилась по Фидонету и Интернету. Первое упоминание «АЦЦКОЙ СОТОНЫ» в ФИДО датируется 11 февраля 2002 года. Согласно легенде, данная группа дала только один концерт в Доме культуры своего родного города Нижневерховска (вымышленного), завершившийся ритуальным сожжением Дома культуры вместе с самой группой и слушателями. «Группа» вошла в кащенитский фольклор, был даже создан «официальный сайт группы» www.sotona.ru, с которого можно было скачать её песни. В дальнейшем название этой «группы» перешло в язык падонков, где оно обычно используется для выражения восхищения («аффтар — аццкий сотона!»).

## Шушпанчик
Понятие шушпанчика зародилось в сети Фидонет в 2001 году, его происхождение связано с именем одного из участников этой сети, Александра Шушпанова, который часто критиковал кащенитов (подписчиков эхоконференции su.kaschenko.local).
В качестве средства кащенитской травли обращение «О, Шушпанчик!» позднее использовалось против других участников Фидонета. Интересно, что начинавший с неприятия кащенизма Шушпанов позднее примкнул к кащенитам.

## Лексика кащенитов
Из памятки модератору:
И поэтому если ты встретишь в каком сообщении словечки типа «поц-и-энт», «сотона», «тора-гой», «поминание всуе холокоста», вопросы типа «Пrостите, а ви таки антисемит?» или мерзкое и бездарное пародирование якобы еврейского акцента — знай,  что это визитная карточка кащенита и лучше сразу превентивно отключай такого кекса нафиг, во избежание. И, главное, ни в коем случае не вступай с ним в диалог — ничего кроме флейма это не даст, терапевтические методы на кащенитов не действуют, только ампутация.